# Textil erősítésű kompozitok

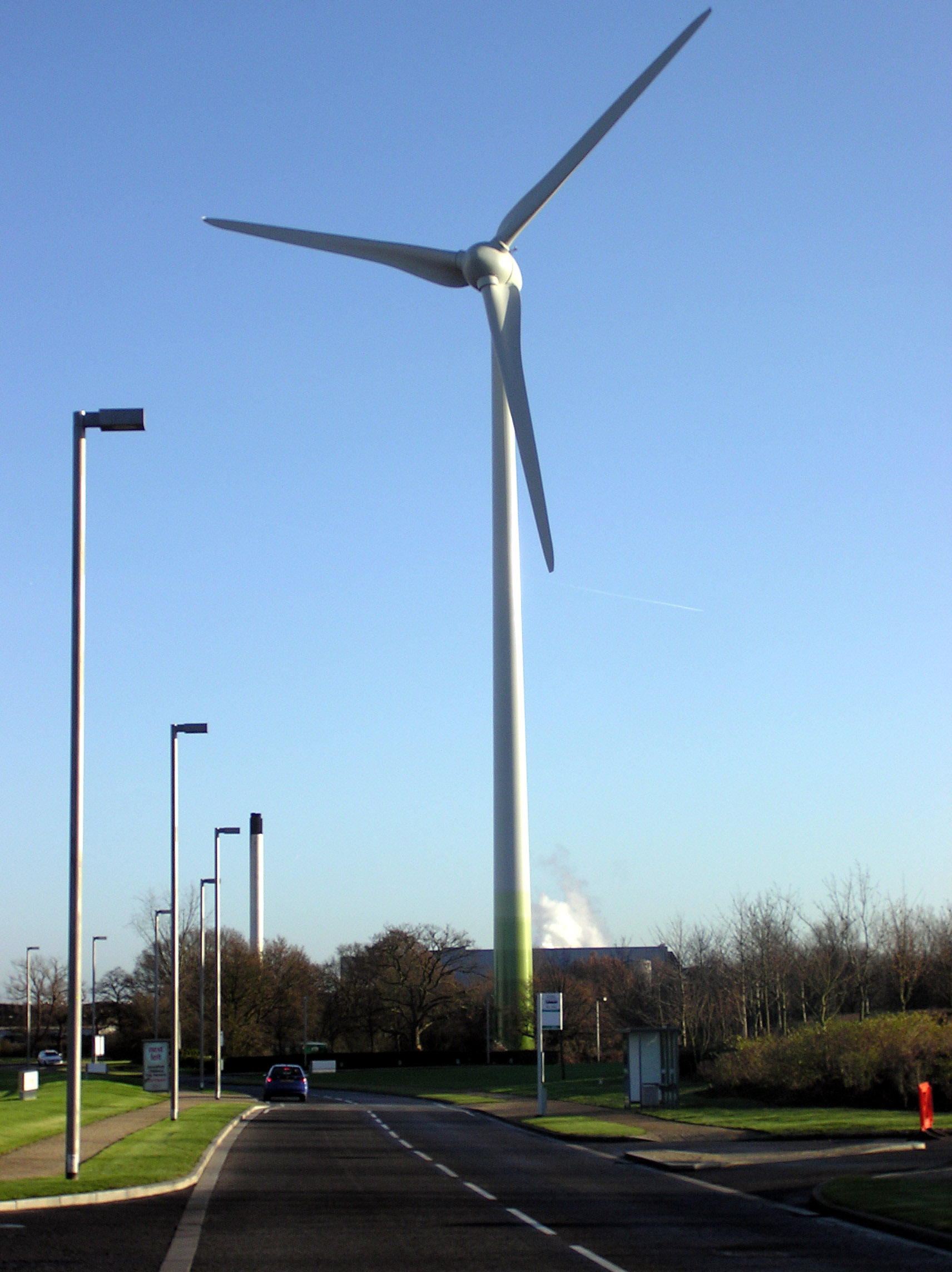
A szélturbina lapátjai jellemzően textil erősítésű kompozitból készülnek

A textil erősítésű kompozitokban a kompozitot alkotó alapanyagba (mátrix) valamilyen formában textilanyagot (szálakat, fonalakat, szálakból alkotott nemszőtt kelmét vagy fonalakból álló szőtt, kötött vagy fonatolt kelmét, egyes esetekben fonalakból gépi hímzési technikával előállított, meghatározott alakú összefüggő lapot) építenek be a végtermék – a kompozit – megerősítésére. Ezeknek a textíliáknak az anyaga nagyon különböző lehet, de a leggyakrabban az üveg- és a szénszálakat, egyes területeken para-aramid szálakat, ill. az ezekből készült textiltermékeket alkalmazzák erre a célra, bár bizonyos esetekben fémszálakból, kerámiaszálakból, bazaltszálakból és más szintetikus szálasanyagokból készült textíliák is használatosak.

## Történet
A természetes anyagokból készült kompozitok megjelenése az ősidőkre tehető. Első megjelenési formájuk a szalmával megerősített agyag, amit az egyiptomiak már az i. e. 1500-as években is használtak. A 12. században a mongolok olyan íjakat használtak, amelyekben szarvasmarha-ideget, csontot, bambuszt és selymet ágyaztak be fenyőfagyantába. Az idegeket az íj megfeszülő oldalában helyezték el, a bambusz alkotta az íj magját, a csontlemezeket pedig a nyomott oldalon helyezték el. Az egészet selyemmel szorosan betekerték és gyantával összeragasztották. A kész íj rendkívül erős volt; a fennmaradt múzeumi példányok vizsgálata azt mutatta, hogy szilárdságuk a mai kompozit-íjak szilárdságának 80%-át is elérte.
A mai modern kompozitok története a hőre keményedő műgyanták megjelenésével kezdődött. Leo Hendrik Baekland találta fel és 1907-ben szabadalmaztatta a fenol-műgyantát, a róla elnevezett bakelitet, amely azonban rideg és kemény anyag. Azbesztszálakkal megerősítve vegyszertartályt készítettek belőle, újabban pedig mechanikai szilárdságát pamutszövet erősítéssel javítják. 1916-ban R. Kemp azbesztszálakkal és papírral telített bakelitből repülőgépet készített.
Az amerikai Owens Cornig cég 1932–1933-ban fejlesztette ki és 1935-ben kezdte meg nagyüzemileg az üvegszál gyártását és ugyanebben az évben szabadalmaztatta a svájci CIBA cég a melamin-formaldehid-gyantát. 1938-ban ezt követte az epoxigyanta. 1940-ben lenszálakkal erősített bakelitből készítettek repülőgéptörzset. 1942-ben használták fel először az üvegszálat telítetlen poliésztergyantába építve kompozit előállítására, repülőgép-, hajótest- és autókarosszéria-elemek készítésére. 1943-ban egy üvegszálakkal erősített telítetlen poliésztergyanta kompozitból és balsafából készült laminátumból repülőgéptestet készítettek.
A fejlesztéseknek nagy lökést adott a második világháború, amikor az üvegszállal erősített kompozitról kiderült, hogy átengedi a rádióhullámokat, és így sikerrel alkalmazták radartornyokban és más elektronikus berendezésekben. A polgári életben – ugyancsak a haditechnikában szerzett tapasztalatok alapján – a hajótestek építésében kapott először szerepet. 1953-ban bevezették az üvegszál erősítésű telítetlen poliésztergyanta kompozitok használatát az autógyártásban és a vitorlázó repülőgépeknél. Eközben kialakultak a különböző kompozitgyártási technológiák is (fröccsöntés, laminálás, szórás, sajtolás, tekercselés, pultruzió). 1959-ben kezdték meg a Union Carbide cégnél a szénszál gyártását, ami új utakat nyitott meg a kompozitok felhasználása terén, mindenekelőtt az űrkutatásban, az autógyártásban, a sportszerek és más fogyasztási cikkek gyártásában. Ezzel párhuzamosan a műgyanták körében is nagyarányú fejlődés ment végbe, különösen a nagy hőállóságú és korrózióálló fajták váltak igen fontossá. Ma már a kompozitok minden fajtája nagyon elterjedt a legkülönbözőbb termékek gyártásában és nagyon sok helyen veszik át a fémszerkezetek szerepét.

## Mátrix anyagok
A kompozitok alapanyaga lehet fém, valamilyen kerámia vagy műanyag (polimer), a textilbeton esetében beton.
A textil erősítésű kompozitok leggyakoribb fajtája a polimer mátrixú kompozit, ahol a mátrix anyaga többnyire epoxi-, poliészter- vagy formaldehidgyanta (bakelit). Speciális célokra más polimer anyagok is használatosak.
Az epoxigyanta előnye a kiváló ellenállás nedvességgel szemben, kevéssé zsugorodik, és nagyon jól kötődik a textil erősítőanyaghoz. A poliésztergyanta olcsóbb, mint az epoxi, kiváló vegyszerállóságú és elég jó nedvességálló. A formaldehidgyanta hátránya, hogy elég rideg, törékeny, de előnyös tulajdonsága a kis súrlódási együtthatója.
A műanyag kompozitok előnye a nagy hőstabilitás, a kiváló formatartás, a jó alaktartás terhelés alatt is (nem deformálódnak), a fémekhez viszonyított kis tömeg, a kitűnő hő- és villamos szigetelő képesség.

## Textil erősítőanyagok
A kompozitok erősítőanyagaként alkalmazott textilanyagok lehetnek szálak, fonalak vagy kelmék, ez utóbbiakon belül szövetek, kötött, fonatolt, varrvahurkolt vagy nemszőtt kelmék, esetleg hímzéssel kialakított textillap. Annak érdekében, hogy a mátrixanyag és a szálak között minél jobb kémiai kötés jöjjön létre, a textilanyagot speciális kenéssel látják el.

### Szálak
A kompoziterősítésre használt szálak anyaga általában üveg, szén, aramid, bór, vagy valamilyen kerámia. Szálakat rövidszálak vagy filamentek (elvileg „végtelen” hosszú szálak) formájában alkalmaznak a kompozitokban. A rövid (néhány millimétertől néhány centiméterig terjedő hosszúságú) szálak általában rendezetlenül helyezkednek el a mátrix anyagában, a filamenteket irányítottan ágyazzák be. Az utóbbiak célja, hogy a szálak irányának megfelelő irányban erősítsék meg a kompozit mechanikai tulajdonságait, míg a rendezetlen irányítottságú rövid szálak a tér minden irányában egyformán fejtik ki hatásukat. A néhány milliméter hosszúságú szálak a kompozit merevségét, a hosszabbak a szilárdságát, szívósságát, mérettartását javítják, hőtágulását csökkentik.

### Fonalak
A párhuzamos fonalakkal erősített kompozitok a fonalak irányítottságának megfelelően fejtik ki erősítő hatásukat. Ha többirányú erősítést kívánnak megoldani fonalakkal, akkor ezt egymásra fektetett, különböző irányú fonalrétegekkel érik el. Ennek a módszernek gyakori alkalmazása például, amikor cső alakú kompozit előállításához a fonalakat csavarvonalban tekercselik fel egy magra és ezen alakítják ki a műanyag mátrixba ágyazást.

### Terített kábelek
A kompozitgyártásra készült üvegszálakat, szénszálakat nagyszámú, 1000–300 000 filamentből álló sodratlan filamentszálkötegek, ún. kábelek formájában gyártják. Nagyon gyakori ezeknek a kábeleknek terített formában való alkalmazása, ami azt jelenti, hogy a szálgyártásnál képződő szálköteget 25–30 mm széles, vékony szalag formájában szétterítik. Ezekből a vékony szalagokból a kelmeszerkezettől függően könnyű, kis területi sűrűségű (50–150 g/m²) kompoziterősítő kelmék készíthetők, amelyek egyenletes szálelrendezésűek, jól impregnálhatók, nagy fajlagos szilárdságúak, belőlük kiváló minőségű (buborék- és üregmentes), nagy száltartalmú (50–70%) kompozitok gyárthatók.

### Textilszerkezetek

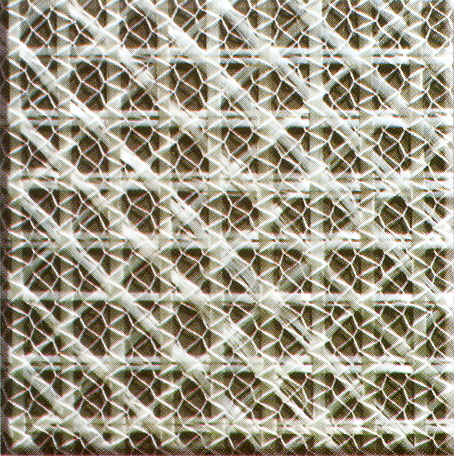
Multiaxiális kelme

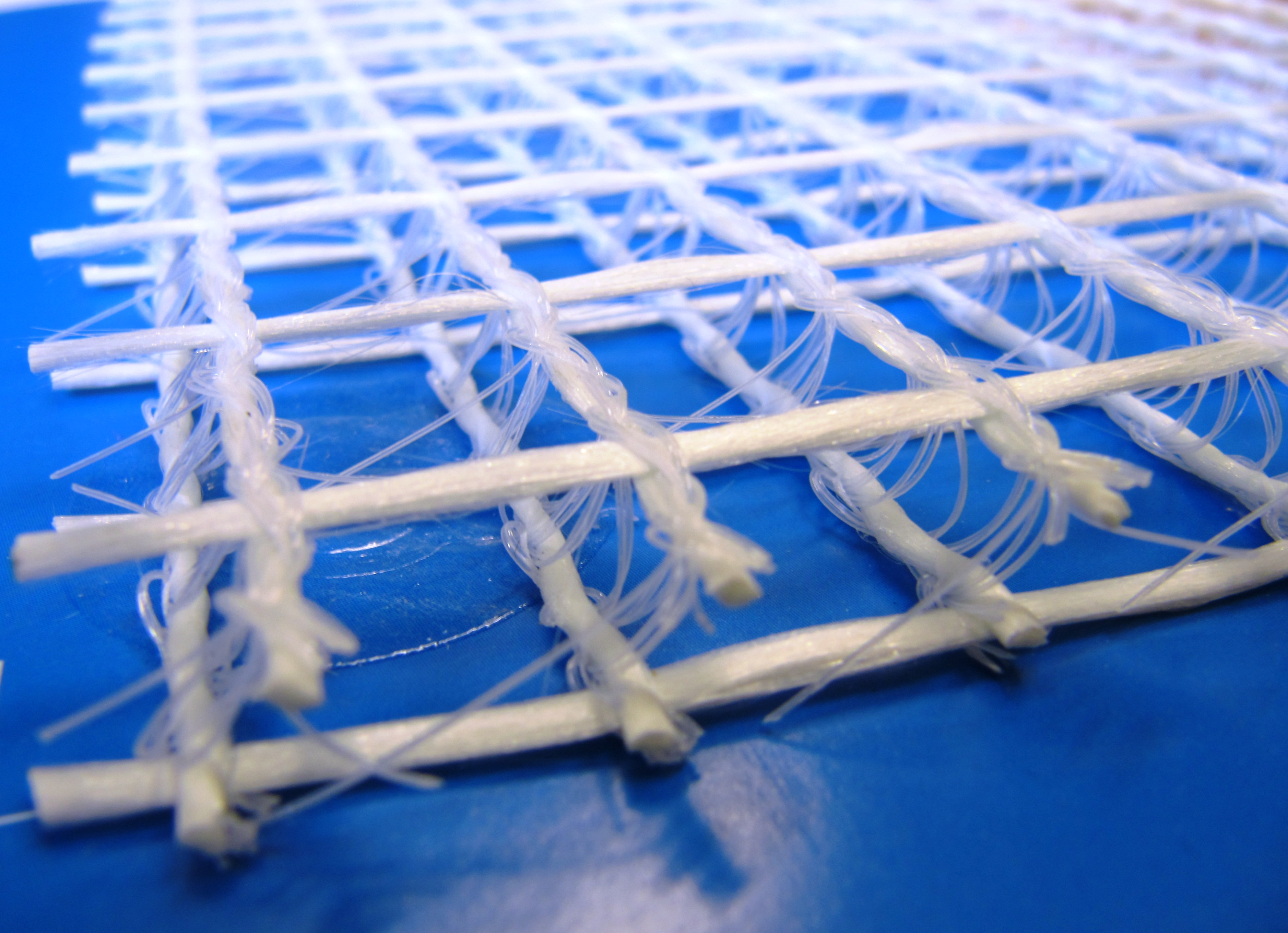
Beton erősítésére szolgáló üvegszál-textilszerkezet

Textilszerkezetek révén egy-, két- vagy többirányú (uni-, bi- ill. multi-axiális/-direkcionális) igénybevételnek ellenálló kompozitok állíthatók elő. Elvileg bármely „egyszerű” szövet, kötött vagy fonatolt kelme betöltheti ezt a szerepet, mint ahogy erre számos példa is van.
Az uniaxiális vagy unidirekcionális kompoziterősítés egyik módszere, hogy egymással párhuzamos szálakat vagy fonalakat fektetnek egymás mellé és ezeket foglalják be a mátrixanyagba. Az unidirekcionális kompoziterősítő kelmék jellemzője, hogy egymással párhuzamosan fektetnek fonalakat hossz- vagy keresztirányban (attól függően, hogy melyik irányban kívánják a megerősítést alkalmazni) és ezeket a sűrűn egymás mellé fektetett fonalakat a láncrendszerű kötések valamelyikével (leggyakrabban ún. trikófektetéssel), egy további fonalrendszerrel kapcsolják össze, így alkotva összefüggő kelmeszerkezetet.
A biaxiális vagy bidirekcionális kelmék esetében hasonlóképpen járnak el, de itt mind hossz-, mind keresztirányban befektetnek párhuzamos fonalrendszereket, amelyeket itt is a varrvahurkolás eljárásával kapcsolnak össze. A biaxiális kelméket igen gyakran szövőgépen állítják elő, ahol mind a lánc, mind a vetülék ugyanolyan anyagból – pl. lapos szalagszerű (terített) szén- vagy üvegszálkötegből – készül.
A multiaxiális vagy multidirekcionális kelmékben a hossz- és keresztirányban (tehát egymással merőleges irányban) fektetett fonalsereget két további fonalsereggel egészítik ki, amelyek mindkét irányban átlósan (többnyire +45° ill. –45° szögben) húzódnak. A négy fonalsereget a varrvahurkolással alkalmazott összeerősítő fonalrendszer kapcsolja össze.
A háromdimenziós (3D) textilszerkezeteket az jellemzi, hogy 1) több fonalrétegből állnak, amelyeket maga a textilszerkezet egyesít, vagy 2) alsó és felső felületük viszonylag távol van egymástól és e két réteget közöttük elhelyezkedő összekötő fonalak tartják össze. Ezek viszonylag vastag kelmék és kompoziterősítő vázanyag gyanánt különleges igénybevételek elviselésére szolgálnak.

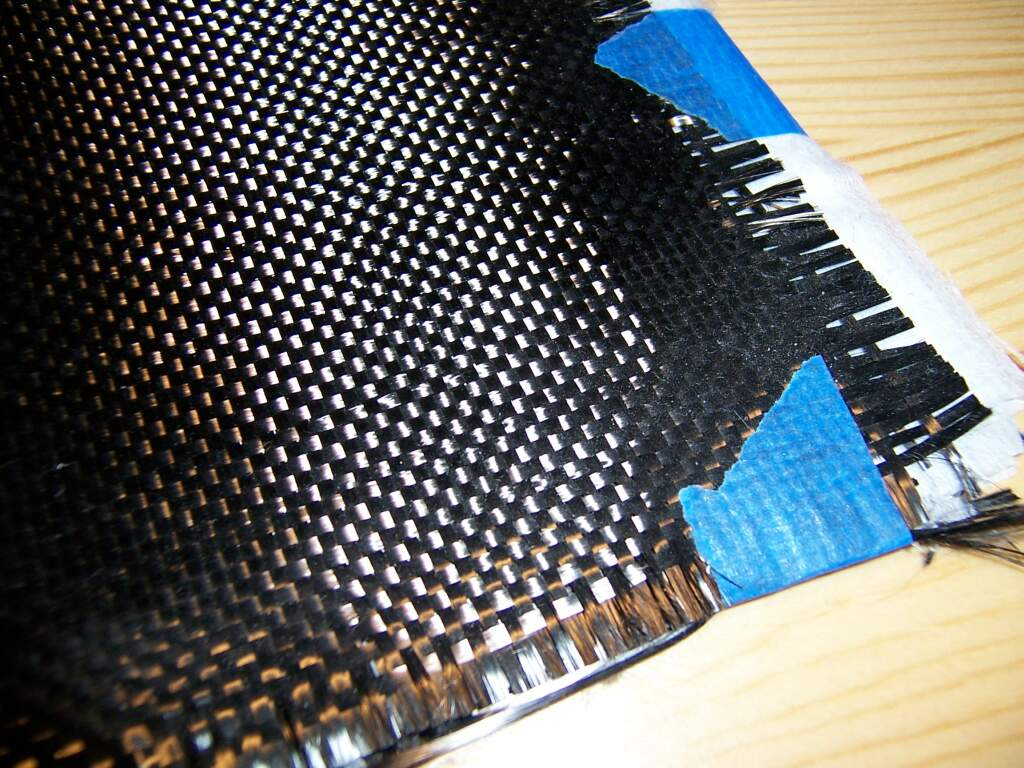
Kompoziterősítés céljára szolgáló, terített kábelekből készült szénszálszövet

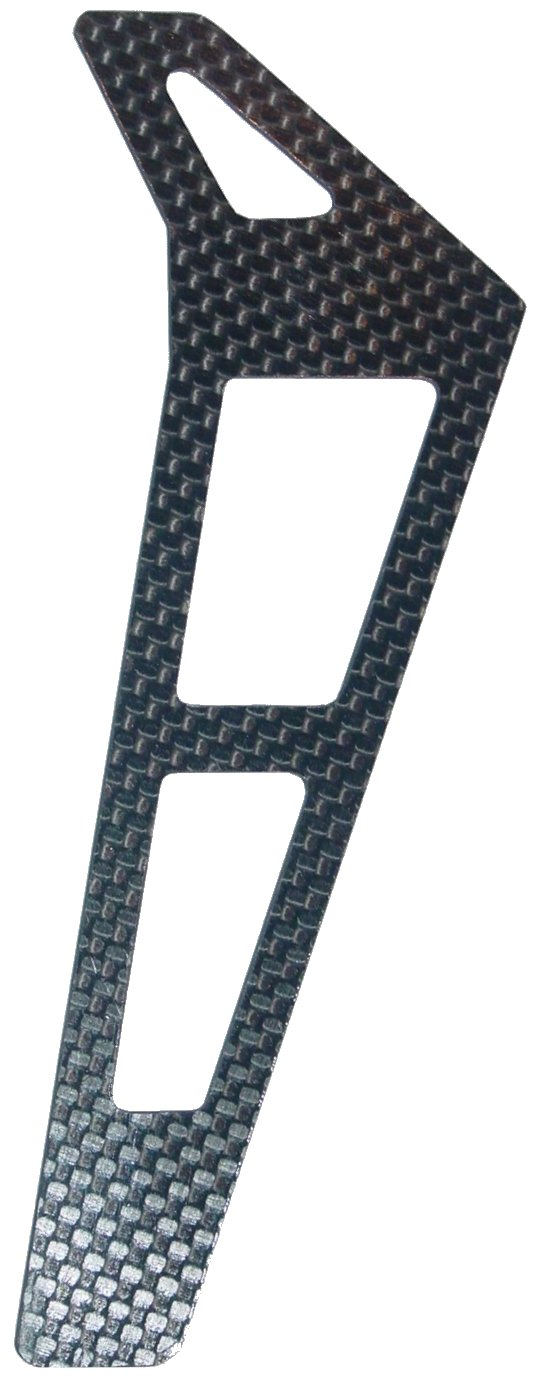
Szénszálszövet-erősítésű kompozit alkatrész

- Szövetek. – A kompozitgyártásban nagy jelentőségűek a szövetek, ezen belül például a terített kábelekből készült szövetek. Ez utóbbiak szerkezetét hosszú, egyenes lebegési szakaszok és a váltási helyeken kis irányváltású (enyhe görbületű) párhuzamos szálak alkotják, a szálak gyakorlatilag egyenes helyzetűek. Sima felületet adnak, kiválóan alakíthatók és impregnálhatók, nem idéznek elő légzárványokat a mátrix anyagában. Speciális szövőgépeken és szövéstechnológiai eljárásokkal akár különleges (pl. T) alakú, vagy kagylós felületű kompoziterősítő szerkezetek is előállíthatók.[16][19]
- Varrvahurkolt szerkezetek. – Az egyik legjelentősebb eljárás e téren a varrvahurkolással előállított kelmeszerkezetek alkalmazása.[20][21][Megj. 1]

Egy további, gyakran alkalmazott eljárás, hogy a kompoziterősítő kelmeszerkezetet nem csak fonalakból állítják elő, hanem a fonalseregek alá még egy nemszőttkelme-réteget vagy egy terített kábelekből álló réteget is helyeznek és azzal együtt végzik el a rétegek összekapcsolását a varrvahurkolási technikával.
Ezekben az eljárásokban a teherviselő fonalak az esetek többségében szén- vagy üvegszálakból állnak, de használnak erre a célra para-aramid-, vagy más nagyszilárdságú szintetikus fonalat is. A varrvahurkoláshoz használt fonal, amelynek szerepe lényegében „csak” a szerkezet összetartása, lehet közönséges poliészterfonal. A szerkezetben alkalmazott nemszőtt kelme anyagát a felhasználási céltól függően választják meg.
- Kötött kelmék. – A kompoziterősítésre használt kötött kelmék általában körkötőgépen készülnek és cső alakú kompozitok erősítőanyagaként szolgálnak.
- Fonatolt kelmék. – A fonatolás eljárását szintén cső alakú kompoziterősítő szerkezetek előállítására alkalmazzák, de ezzel az eljárással – e célra szerkesztett fonatológéppel – nem csak kör-, hanem bonyolultabb, pl. négyszögletes vagy más keresztmetszetű tömlők is előállíthatók.

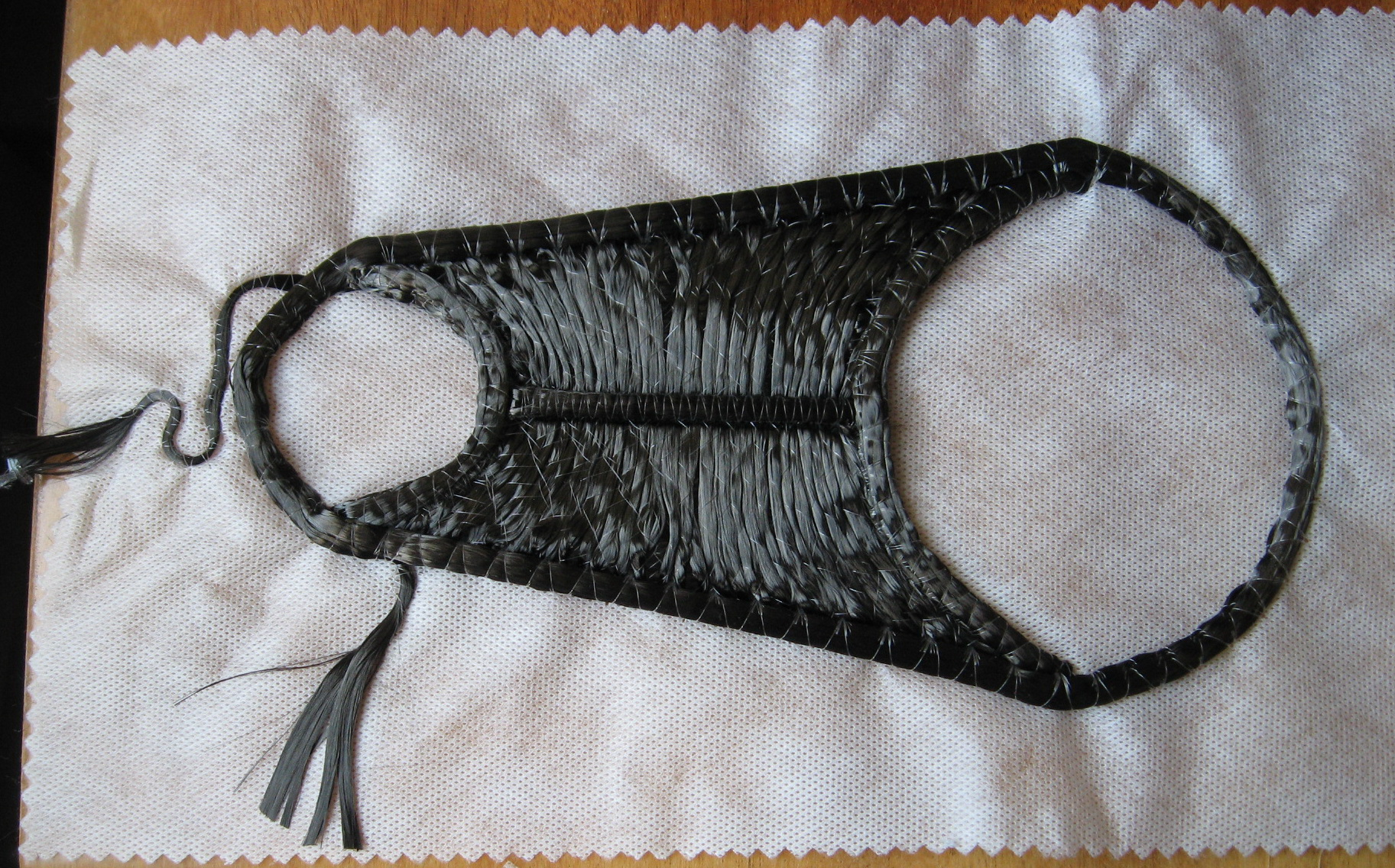
Hímzett kompoziterősítés szénszálfonalakból

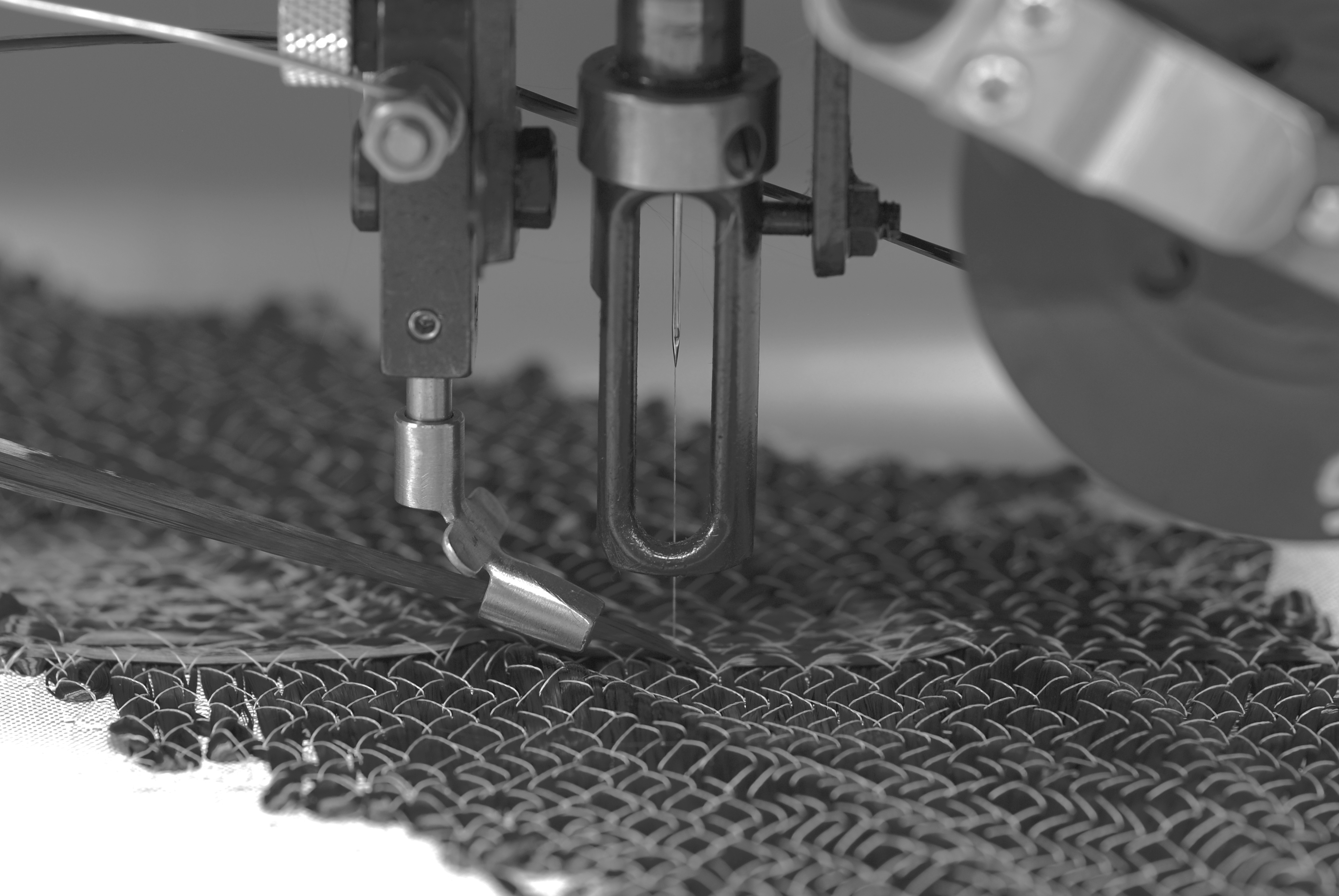
Összefüggő kelmeréteg előállítása hímzőgépen.

- Hímzés. – Legújabban hímzőgépen is előállítanak kompoziterősítő anyagot. A hímzőgép alkalmas a legkülönbözőbb, legbonyolultabb alakzatoknak megfelelően vezetni a tűbe fűzött fonalat, így ezzel a módszerrel bonyolult alakú, de viszonylag kis méretű tárgyak számára készíthető erősítés. A bal oldali ábrán például a balról bevezetett vastag fonalat – pl. szénszálkábelt – cikcakk alakban képzett varrat rögzíti az alapkelméhez.  Kompoziterősítés céljára készített ilyen kelméhez általában szén-, üveg- vagy paraaramidszál-fonalakat (ill. -kábeleket) használnak.[22]